# Passalus barrus
Passalus barrus es una especie de coleóptero de la familia Passalidae.

## Distribución geográfica
Habita en Perú y Bolivia.